# Јаребињак
Јаребињак је насељено мјесто у Далмацији. Припада општини Рогозница, у Шибенско-книнској жупанији, Република Хрватска.

## Географија
Јаребињак се налази око 3,5 км сјевероисточно од Рогознице.

## Историја
Насеље се до територијалне реорганизације у Хрватској налазило у некадашњој великој општини Шибеник.

## Становништво
Према попису становништва из 2011. године, насеље Јаребињак је имало 8 становника.
| Демографија | Демографија | Демографија |
| Година      | Становника  | Становника  |
| ----------- | ----------- | ----------- |
| 1971.       | 158         |             |
| 1981.       | 78          |             |
| 1991.       | 42          |             |
| 2001.       | 18          |             |
| 2011.       |             | 8           |